# Давньоримський флот

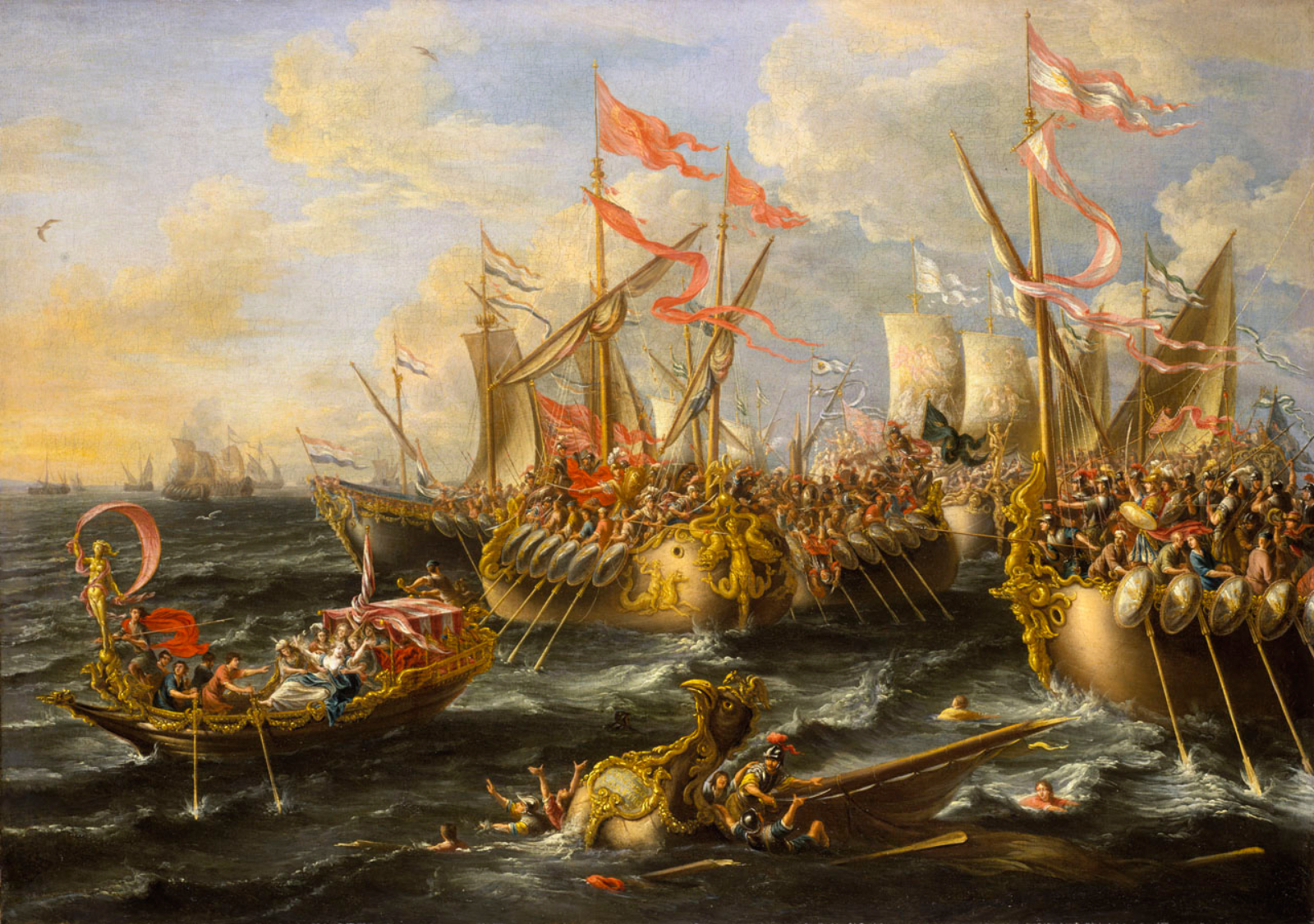
Битва при Актіумі Лоренцо А. Кастро, намальована в 1672 р.

Давньоримський флот — флот Давнього Риму, протягом віків був головною, а в перші сторіччя імперії і єдиною військово-морською силою в ІІ столітті до нашої ери — V столітті нашої ери.

## Конструкція та класифікація
Конструктивно римські кораблі принципово не відрізнялися від кораблів інших розвинутих середземноморських країн — еліністичних держав та Карфагену. Так само кораблі були багаторядними з сотнями весел як головним рушієм. Однак, певні відмінності усе ж були: римські кораблі мали більші розміри, споряджувалися артилерією (лат. tormenta), а до екіпажу, окрім веслярів та моряків, додавався чисельний загін морської піхоти (маніпуларіїв, лат. manipularii), що дозволяло впевнено йти на абордаж, який часто закінчувався захопленням ворожого судна.
За римською класифікацією кораблі поділялися на лат. naves longae, тобто довгі кораблі, та лат. naves rotundae — круглі. Ці назви походять від загальних пропорцій. Військові кораблі були довгі й вузькі зі співвідношенням ширини до довжини 1 до 6 чи навіть більше, в той час як транспортні кораблі мали округлі обводи. В свою чергу бойові кораблі поділялися на таранні лат. naves rostrae та кораблі без таранів. Оскільки невеликі кораблі часто не мали палуби, то так само як і греки, римляни поділяли кораблі на відкриті безпалубні (лат. naves apertae) та закриті палубні (лат. naves constratae).

## Типи кораблів
Найпоширенішою класифікацією античних кораблів, яка вживалася як в давнину так і в наш час є поділ за кількістю рядів весел. Кораблі з одним рядом весел звалися монери лат. moneris чи уніреми, з двома — біреми, з трьома — триреми, чотирма — квадрірема, з п'ятьма — квінквіреми або ж пентери, з шістьма — гексери тощо. Є в джерелах згадки про семи-, восьми-, дев'яти- і так до шістандцятирядних кораблів — октер, еннер, децемрем, седецимрем тощо. Якщо існування дво- та трирядних кораблів не підлягає сумніву, то питання про конструкцію кораблів більших за трирему є відкритим.

## Загальна характеристика кораблів
За умови попутного вітру на кораблях встановлювалося до трьох щогл та піднімалися вітрила. Однак якщо сприятливого вітру не було та перед боєм щогли знімали. Схоже, що більшість римських бойових кораблів постійних щогл не мало. Однак у будь-якому випадку основним рушієм кораблів були весла. Оскільки кораблі були важкі, то середня (крейсерська) швидкість руху була невисокою — судячи з усього в швидкохідних кораблів вона вряд чи перевищувала 7-8 вузлів, а у великих кораблів певно становила лише 3-4 вузли.
Часом кораблі бронювалися бронзовими листами, а перед битвою для захисту від запалювальних снарядів їх часто завішували змоченими у воді шкурами.
Як і усі бойові кораблі античності римські були розраховані на битву в тихих водах та каботажне плавання, а не на далекі мандрівки у відкритому морі. Довге автономне плавання корабля на зразок триреми з півтора сотнями веслярів, парою десятків моряків та центурією морської піхоти на борту було неможливе. Через це звичайним для римських кораблів було каботажне плавання — щовечора флот намагався пристати до берега, а екіпажі зійти на сушу де й ночували, а зранку знову сідали на кораблі. Випадки коли супротивник заставав флот без екіпажу вельми чисельні в античній військово-морській історії. 
Іншим наслідком відносно невисокої пристосованості кораблів до плавання були значні втрати військових флотів якщо вони потрапляли в сильну та раптову бурю. За повідомленнями римських істориків під час Першої Пунічної війни римляни від штормів втратили понад 200 великих кораблів причому у двох випадках римський флот гинув майже повністю. Однак якщо кораблі не тонули під час бурі чи не гинули у бою то знаходилися в строю досить довго — середнім терміном служби вважалися 25-30 років.
Незважаючи на значні розміри кораблі будувалися швидко і великий корабель на зразок квінквіреми могли спустити на воду за 40-60 днів. Завдяки цьому римляни під час Пунічних воєн будували величезні флоти і швидко відновлювали втрати.
Як і в армії екіпаж корабля звався центурією. Командирів було двоє — капітан та центуріон, перший відповідав за плавання, а другий за бойові дії. Також він був командиром, власне центуріоном корабельної залоги.

## Дунайська флотилія
В 2023 році в Сербії за 70 кілометрів від Белграда, в місці, де колись було римське місто Вімінаціум,  шахтарі виявили незвичайну дерев’яну конструкцію, яка виявилася давньоримським кораблем віком близько 1700 років. Дослідження археологів показало, що судно могли побудувати та використовувати у III-IV століттях нашої ери.